# 派蒂芙妮耶尔韦莱德苏丹清真寺
派蒂芙妮耶爾韋萊德蘇丹清真寺（Pertevniyal Valide Sultan Mosque）是土耳其伊斯坦布尔的一座奥斯曼清真寺。它位于Aksaray社区的Ordu街和阿塔图尔克大道路口。毗邻的派蒂芙妮耶爾中学（Pertevniyal Lisesi) 也是由派蒂芙妮耶爾下令建造（1872年）。
该清真寺是伊斯坦布尔在奥斯曼帝国时期最后修建的清真寺之一，由苏丹马哈茂德二世之妻、阿卜杜勒-阿齐兹一世之母派蒂芙妮耶爾下令修建，由意大利建筑师Montani设计，属于土耳其洛可可风格，融合了奥斯曼、哥特、文艺复兴和帝国风格。工程开始于1869年11月，完成于1871年。